# Люди в чорному 2
«Люди в чорному 2» (англ. Men in Black II) — американський науково-фантастичний фільм-екшн 2002 року. Сиквел стрічки Люди в чорному (1997). Режисер кінофільму — Баррі Зонненфельд. У головних ролях знялися Вілл Сміт, Томмі Лі Джонс, Лара Флінн Бойл. У США фільм вперше було показано 3 липня 2002 року.
У 2012 році вийшло продовження фільму — Люди в чорному 3.

## Сюжет
З часу подій, описаних у попередньому фільмі, минуло п'ять років. Агент Кей повернувся до комфорту цивільного життя, поки агент Джей продовжував працювати на «Людей в чорному» — таємну організацію зі стеження та контролю прибульців на Землі. Розслідуючи звичайне (на вигляд) вбивство, офіціантка піцерії Лора Васкес говорить Джею, що злочинців було двоє: Серліна, яка прийняла форму моделі жіночої білизни, і двоголова людина Скрад. Також Лора розповідає йому про те, що вони шукали Світоч Зарти, і замість того, щоб стерти їй пам'ять (як того вимагає статут ЛВЧ), Джей починає її захищати.
Джею мало що відомо про Світоч Зарти, за винятком того, що він є надзвичайно потужним. Пізніше Джей знаходить свого колишнього партнера Кея, який працює поштмейстером міста Труро у штаті Массачусетс. Після виходу на пенсію Кей нічого не пам'ятає зі свого минулого. Джей, довівши, що всі його колеги — прибульці, переконує Кея повернутися на службу в ЛВЧ.
У Нью-Йорку Серліна і Скрад здійснюють напад на штаб-квартиру ЛВЧ. В пошуках денейралізатора Кей та Джей приїжджають до старого знайомого Джека Джибса. У підвалі його будинку Кей відновлює свої спогади, яких виявляється недостатньо для інформації про Світоч Зарти. Багато років тому він стер собі пам'ять, але залишив собі підказки.
В піцерії Кей та Джей знаходять ключі від шафи. Побоюючись за безпеку Лори, Джей переховує її в квартирі з інопланетними хробаками. Згодом вони прибувають до комірки на Центральному вокзалі, де виявляють суспільство крихітних прибульців, які поклоняються Кею і охороняють його наручний годинник та членську картку. У відеосалоні Кей та Джей переглядають белетризовану історію Світоча Зарти і виліковують Хейлі та Ньютона на подив прибульців. Кей згадує, що принцеса Лорана довірила ЛВЧ охорону Світоча від її Немезіди, Серліни, яка стежила за Лораною до Землі і вбила її. Пізніше Кей говорить Джею, що планета знаходиться під загрозою.
В квартирі інопланетних хробаків вони виявляють, що Лора була викрадена Серліною, яка припускає, що браслет Лори і є Світоч Зарти. Джей, Кей та хробаки контратакують штаб-квартиру ЛВЧ, звільняючи Лору та інших агентів. Серліна намагається вжити відповідних заходів, але її з'їдає гігантський хробак Джефф, який живе у нью-йоркському метро. Браслет Лори веде Кея та Джея на дах хмарочоса, де зореліт готовий транспортувати Світоч. Зрештою, вони розуміють, чому щоразу іде дощ, коли Лорі сумно: вона — донька Лорани і відповідно напівбожество Світоч Зарти. Це відкриття вимагає, щоб вона повернулася на Зарту, аби врятувати її планету та Землю від неминучої загибелі. Джефф намагається схопити зореліт із Лорою на борту, але Кей та Джей вбивають його. Тисячі мешканців Нью-Йорка стали свідками небачених подій.
В штаб-квартирі ЛВЧ Кей та агент Зед намагаються розвеселити Джея, вбитого горем. Кей відкриває двері, на яких написано «У жодному разі не відчиняти», і показує Джею величезних прибульців, які живуть у світі, схожому на земний, теоретизуючи, що Всесвіт існує у камері схову залізничного вокзалу. 

## У ролях
- Томмі Лі Джонс — агент Кей
- Вілл Сміт — агент Джей
- Ріп Торн — агент Зед, начальник ЛВЧ
- Лара Флінн Бойл — Серліна
- Джонні Ноксвілл — Скрад/Чарлі
- Розаріо Доусон — Лора Васкез
- Тоні Шалуб — Джек Джибс, прибулець
- Патрік Варбертон — Агент Ті
- Джек Келер — Бен
- Девід Кросс — Ньютон
- Коломба Якобсен-Дерстін — Хейлі, працівниця відеосалону
- Майкл Джексон — агент М
- Пітер Спеллос — капітан Ларрі Бріджвотер
- Біз Маркі — інопланетянин-бітбоксер

## Українськомовне дублювання
Українськомовне дублювання фільму створене у 2021 році на студії Tretyakoff Production / Cinema Sound Production на замовлення vod-провайдера sweet.tv.